# Suchogórz
Suchogórz – wzniesienie o wysokości 75,1 m n.p.m. w Paśmie Wolińskim, na wyspie Wolin, na obszarze Wolińskiego Parku Narodowego. Położone na terenie powiatu kamieńskiego, gminy Międzyzdroje.
Ok. 0,6 km na wschód znajduje się Leśnogóra. U podnóża wzniesienia przebiega droga krajowa nr 3.
W 1949 roku wprowadzono urzędowo nazwę Suchogórz, zastępując poprzednią niemiecką nazwę Dührings-Höhe.